# Peter Rohwein
Peter Rohwein, född 26 juni 1962, Isny im Allgäu i förbundslandet Baden-Württemberg, är en tysk tidigare backhoppare och tränare i backhoppning och nordisk kombination. Han representerade WSV Isny.

## Karriär
Peter Rohwein startade idrottskarriären som utövare i nordisk kombination, men koncentrerade sig snart om backhoppningen. Han blev tysk juniormästare i backhoppning 1981 i Titisee-Neustadt. Peter Rohwein debuterade internationellt i tysk-österrikiska backhopparveckan säsongen 1980/1981. Backhopparveckan ingår som en del av världscupen och Rohwein startade i öppningstävlingen på hemmaplan i Schattenbergbacken i Oberstdorf i dåvarande Västtyskland 30 december 1980. Han blev nummer 20 i sin första internationella tävling. I avslutningstävlingen i backhopparveckan samma säsong (i Paul-Ausserleitner-backen i Bischofshofen i Österrike 6 januari 1981) slutade Rohwein bland de tio bästa då han blev nummer 9. Peter Rohwein placerade sig bland de tio bästa åtta gånger i en världscupdeltävling. Han hoppade 7 säsonger i världscupen. Hans bästa sammanlagtresultat kom säsongen 1985/1986 då han slutade på en 22:a plats totalt. Peter Rohwein deltog i backhopparveckan från 1980 till 1988.
Rohwein deltog i Skid-VM 1982 i Oslo i Norge. Där tävlade han i stora backen (Holmenkollbacken) og slutade på en fjortonde plats. Tävlingen vanns av Matti Nykänen från Finland före hemmahopparen Olav Hansson. Under Skid-VM 1988 i Seefeld in Tirol i Österrike startade Rohwein också i stora backen och blev nummer 44. Per Bergerud från Norge vann tävlingen före finländarna Jari Puikkonen och Matti Nykänen.
Peter Rohwein startade i två olympiska vinterspel. Under OS 1984 i Sarajevo i dåvarande Jugoslavien hoppade Rohwein i båda tävlingarna. Han blev nummer 44 i normalbacken och nummer 35 i stora backen. I olympiska spelen 1988 i Calgary i Kanada startade Peter Rohwein i den individuella tävlingen i stora backen. Där slutade han på en delad 25:e plats. I lagtävlingen, som arrangerades för första gången i OS-sammanhang, blev Rohwein nummer 6 tillsammans med det västtyska laget.
Rohwien avslutade sin backhoppskarriär efter OS-1988.

## Senare karriär
Efter avslutad karriär utbildade Peter Rohwein sig till tandtekniker och Diplom-tränare. Han var assistenttränare för västtyska landslaget under Ewald Roscher från 1988. I perioden 2000 till 2004 var Rohwein backhoppstränare för tyska landslaget i nordisk kombination. Från 2004 var han huvudtränare för tyska landslaget i backhoppning. Han slutade som förbundstränare 2008, nogot frustrerad över tyska skidförbundet (DSV), och överlämnade platsen till Werner Schuster.